# Nationalist Party (Nordirland)
Die Nationalist Party (irisch An Páirtí Náisiúnach) war die Nachfolgeorganisation der Irish Parliamentary Party (IPP) und wurde nach der Teilung Irlands im Jahr 1918 von deren in Nordirland ansässigen Mitgliedern gegründet.

## Geschichte
Die Nationalist Party war zunächst keine Partei im eigentlichen Sinne, sondern ein loser Zusammenschluss einzelner irisch-republikanischer Wahlkreisorganisationen, die unabhängig voneinander Kandidaten für die Unterhauswahlen in ihrem jeweiligen Wahlkreis aufstellten. Erst 1966 formierte sich daraus eine Partei, die ganz Nordirland abdeckte. Da die Partei jedoch nie in der Lage war, eine richtige Parteiorganisation aufzubauen, formierten sich viele Mitglieder zur Social Democratic and Labour Party (SDLP) neu. 1977 löste sich die Nationalist Party endgültig auf. Aus der Vereinigung der Partei mit dem Wahlbündnis Unity entstand die Irish Independence Party.
Im House of Commons war die Partei von 1922 bis 1951 durchgehend mit einem oder zwei Abgeordneten für den Wahlkreis Fermanagh und (South) Tyrone vertreten.